# Jafeth Cabrera
Jafeth Cabrera, né le 16 novembre 1950 à Guatemala, est un universitaire, homme d'affaires et homme politique guatémaltèque, membre du parti politique FCN-Nación. Il est vice-président de la République de 2016 à 2020.

## Biographie

### Carrière universitaire
De 1994 à 1998, Jafeth Cabrera Franco est recteur de l'université de San Carlos.

### Carrière politique
Membre du Front de convergence nationale, il rejoint Jimmy Morales auprès duquel il est candidat au poste de vice-président pour les élections générales de 2015. Les deux hommes l'emportent largement au second tour le 25 octobre avec 67,44 % des voix. Le 14 janvier 2016, Jafeth Cabrera prête serment comme nouveau vice-président pour un mandat de quatre ans.

## Source de la traduction
- (es) Cet article est partiellement ou en totalité issu de l’article de Wikipédia en espagnol intitulé « Jafeth Cabrera Franco » (voir la liste des auteurs).